# Imperio rozvi
El Imperio rozvi (1684-1889) fue establecido en la meseta de Zimbabue por Changamire Dombo. Tras la muerte de Dombo, su sucesor adoptó el título de Mambo. El término "rozvi" se refiere a su legado como nación guerrera conocida como los saqueadores.

## Historia
En 1683, la milicia portuguesa trató de tomar el control del comercio de oro en el interior de África invadiendo el imperio rozvi. Los rozvi, armados con las tradicionales lanzas y escudos, fueron capaces de derrotar con éxito estos ataques y mantener su control de las minas de oro hasta que su imperio se derrumbó. Los rozvi fueron liderados por Changamire Dombo, y su hijo Kambgun Dombo cuyo poder se basaba en Butua en el suroeste de África. Los rozvi se formaron a partir de varios estados Shona que dominaban la meseta de la actual Zimbabue en ese momento. Expulsaron a los portugueses de la meseta central, y los europeos sólo mantuvieron una presencia nominal en una de las ciudades de feria de las tierras altas del este.
Changamire puso bajo su control a todo el Zimbabue actual, formando un sistema de gobierno que se conoció como el Imperio rozvi. Este reino de guerreros se conocería como el pueblo rozvi o baLozwi. Establecieron su capital en Danamombe, también conocido como Dhlo-Dhlo (el nombre de Ndebele).
Muchas fuentes ven a los rozvi no como un segmento en recuperación del pueblo Mutapa, sino como un pueblo en su propio derecho que emerge bajo el ala de los Mutapa (compare el ascenso del Khumalo desde debajo de la nación Zulú). El poder administrativo de los Mutapa comenzó a fallar en su control de todo el imperio, y los tributarios comenzaron a ejercer más independencia.[cita requerida]
Un líder del pueblo de Guruuswa, al que se le dio el título de Changamire y conocido como Dombo, se independizó de los Mutapa. Cuando los portugueses intentaron colonizarlos, Changamire Dombo lideró las rebeliones contra su gobierno. El área del Imperio rozvi fluctuó. Su influencia se extendió sobre gran parte de la actual Zimbabue, hacia el oeste hasta Botsuana y hacia el sur hasta el noreste de Sudáfrica. El líder rozvi, Changamire Dombo, era originalmente un pastor en el estado de Mutapa, pero consiguió ahuyentar a los portugueses, ganándose el apoyo y los seguidores, lo que le permitió romper con el legendario imperio Mutapa. Se cree que Changamire Dombo, según la tradición oral, poseía poderes sobrenaturales. Se dice que era capaz de convertir una vaca blanca en una roja, y más. Su habilidad mágica hizo que la gente le temiera y le hizo ganar respeto y aún más seguidores. El nombre Changamire se convirtió en el nombre de honor de todos los reyes que le siguieron.
El sistema político de rozvi era jerárquico. La realeza seguía una línea masculina y el rey era la máxima autoridad política, religiosa, militar, económica, judicial y social, así como el principal distribuidor de tierras. El rey era ayudado a gobernar por un consejo consultivo formado por funcionarios del estado nombrados por él; este consejo estaba formado por sus esposas de mayor rango, el príncipe heredero, el tumbare (regente), los líderes religiosos, los comandantes militares y también los jefes vasallos.[cita requerida]

## Tecnología y economía
Los jefes rozvi revivieron la tradición de construir en piedra y construyeron ciudades impresionantes, ahora conocidas como zimbabuenses, en todo el suroeste. La cerámica policroma también fue emblemática de su cultura. El imperio rozvi tenía muchas ramas económicas pero la agricultura era su columna vertebral. Plantaron cultivos como el sorgo y el mijo y el estado dependía en gran medida de la agricultura de subsistencia. La ganadería era también otra rama agrícola importante. Mantuvieron animales como ovejas, cabras, ganado y pollos; los que tenían mucho ganado se consideraban ricos y se les concedía un estatus económico muy alto dentro de la sociedad. El comercio era otra actividad económica importante y los rozvi practicaban tanto el comercio interno como el externo. De los comerciantes extranjeros obtenían mercancías importadas como armas, sal, cuentas y conchas marinas; a cambio, hacían trueques de marfil, cobre y oro. La minería era otra rama importante y estaba a cargo de los varones. Los guerreros se armaban con lanzas, escudos, arcos y flechas cuando atacaban a otros o defendían su estado.
Sus guerreros eran conocidos por ser violentos; esto les valió el nombre de rozvi, que significa saqueadores o destructores.
El poder económico del imperio rozvi se basaba en la riqueza ganadera y en la agricultura, con una importante explotación aurífera. Establecieron conexiones con los comerciantes árabes, en las que se intercambiaban artículos valiosos como oro, cobre y marfil por artículos de lujo importados.[cita requerida]
Los registros de los portugueses muestran que los rozvi eran sofisticados estrategas militares. Se destacaron por utilizar la formación del cuerno de vaca años antes de que el gran líder zulú Shaka la adoptara en el siglo XIX. Armados con lanzas, escudos, arcos y flechas, los agresivos rozvi se apoderaron de la meseta de Zimbabue.

## La controversia de los poderes de Mambo
El fundador del Imperio rozvi, Changamire Dombo, ha sido vinculado a habilidades sobrenaturales, según la tradición oral. Se ha afirmado que el Changamire estaba dotado de la habilidad de cambiar el color del ganado y de la capacidad de hacer lluvia. La tradición oral afirma que Dombo era una figura carismática, un rasgo de carácter que contribuía enormemente a la fortaleza del ejército de Rozvi. Los debates entre los historiadores han aumentado una y otra vez en relación con los supuestos poderes de El Changamire.[cita requerida]